# آبلاند (كاليفورنيا)
أبلاند (بالإنجليزية: Upland) هي إحدى مدن مقاطعة سان بيرناردينو، كاليفورنيا ويبلغ عدد سكانها 73,732 نسمة. تم إعطاءها لقب مدينة في 15 مايو، 1906.

## المناخ
يظهر الجدول التالي التغييرات المناخية على مدار السنة لآبلاند:
| البيانات المناخية لـآبلاند        | البيانات المناخية لـآبلاند | البيانات المناخية لـآبلاند | البيانات المناخية لـآبلاند | البيانات المناخية لـآبلاند | البيانات المناخية لـآبلاند | البيانات المناخية لـآبلاند | البيانات المناخية لـآبلاند | البيانات المناخية لـآبلاند | البيانات المناخية لـآبلاند | البيانات المناخية لـآبلاند | البيانات المناخية لـآبلاند | البيانات المناخية لـآبلاند | البيانات المناخية لـآبلاند |
| الشهر                             | يناير                      | فبراير                     | مارس                       | أبريل                      | مايو                       | يونيو                      | يوليو                      | أغسطس                      | سبتمبر                     | أكتوبر                     | نوفمبر                     | ديسمبر                     | المعدل السنوي              |
| --------------------------------- | -------------------------- | -------------------------- | -------------------------- | -------------------------- | -------------------------- | -------------------------- | -------------------------- | -------------------------- | -------------------------- | -------------------------- | -------------------------- | -------------------------- | -------------------------- |
| متوسط درجة الحرارة الكبرى °ف (°م) | 68 (20)                    | 69 (21)                    | 71 (22)                    | 76 (24)                    | 79 (26)                    | 84 (29)                    | 90 (32)                    | 92 (33)                    | 89 (32)                    | 80 (27)                    | 74 (23)                    | 68 (20)                    | 78 (26)                    |
| متوسط درجة الحرارة الصغرى °ف (°م) | 43 (6)                     | 45 (7)                     | 47 (8)                     | 49 (9)                     | 54 (12)                    | 58 (14)                    | 62 (17)                    | 62 (17)                    | 60 (16)                    | 55 (13)                    | 47 (8)                     | 42 (6)                     | 52 (11)                    |
| الهطول إنش (مم)                   | 3.1 (79)                   | 4.8 (120)                  | 2.6 (66)                   | 1.2 (30)                   | 0.2 (5.1)                  | 0.1 (2.5)                  | 0.0 (0.0)                  | 0.0 (0.0)                  | 0.2 (5.1)                  | 1.1 (28)                   | 1.6 (41)                   | 2.4 (61)                   | 17.3 (437.7)               |
| المصدر:                           |                            |                            |                            |                            |                            |                            |                            |                            |                            |                            |                            |                            |                            |

## أعلام
- إدي لوسون
- جايدن جيمس
- ستيف سكوت
- دانيلا شوشران
- كارلوس بوكانيغرا
- مايج بيلامي
- نيلسون غراي